# Fujiwara no Fujifusa
Fujifusa Madarikoji va ser un noble des del final del període Kamakura fins al període de les Corts del Nord i del Sud. Fill del Gran Ministre d'Estat, Manrikōji Nobufusa. El seu rang oficial era Shonii i Chunagon. Com a col·laborador proper de l'emperador Godaigo, va participar en el moviment per enderrocar el shogunat, i en el govern de Kenmu va ocupar càrrecs importants com el de cap de l'Onsho-Hachimichi i director del Zasso Ketsudansho. Tanmateix, de sobte va abandonar el món i es va convertir en monjo. També és conegut com Fujiwara Fujifusa pel seu cognom real "Fujiwara". L'estudiós confucià del període Edo Ando Shoan el va comptar com un dels tres súbdits més lleials del Japó, juntament amb Taira no Shigemori i Kusunoki Masashige.

## Biografia
El febrer de 1318, quan l'emperador Go-Daigo va pujar al tron, va ser nomenat tresorer. A partir de llavors, va ser promogut com a benkan, i va ocupar els càrrecs de Chugu no jo, flautista i governador de Sagami. Al gener de 1323, va ser nomenat Kurodo no tomo (cap del camarlenc), i com que el seu germà petit Suefusa també es va convertir en Benkan el mateix any, eren coneguts com "l'exemple dels germans Benkan". L'abril del mateix any (1324), va ser nomenat conseller i classificat com a noble, i a la primavera del tercer any de Shochu (1326), se li va concedir el rang de Tercer Grau Júnior i Gon Chunagon. El juliol de 1327, va ser nomenat cap de la Guàrdia d'Esquerra i cap de la Kebiishi (guàrdia policial), i el 1331, va ser ascendit a Chunagon i se li va donar el rang de Shonii (segon rang sènior).
El mateix any, es va revelar el complot de l'emperador per enderrocar el shogunat (l'incident de Genko), i a l'agost va acompanyar l'emperador a Kasagiyama juntament amb Takasuke Shijo i Tomoyuki Kitabatake. Després d'un mes de lluita amb les forces del shogunat, el mont Kasagi va caure el 28 de setembre, i Fujifusa va fugir en ajuda de l'emperador, però va ser capturat l'endemà al mont Uo i va ser destituït immediatament del seu càrrec ("Kugyo Bonin"). A l'octubre, va ser traslladat del temple Byodo-in a Uji a Rokuhara i va ser confiat a la cura de Musashi Sakon-dayu Shogen. L'abril de 1332, el shogunat va anunciar el seu exili, i al maig va sortir de Kyoto per a la província d'Hitachi, on es va refugiar al castell de Fujisawa a la prefectura de Kochi d'Oda Haruhisa. Durant aquest temps, els seus esforços per persuadir Haruhisa d'unir-se al seu bàndol semblaven tenir èxit, ja que després de la caiguda del shogunat de Kamakura, el juny de 1333 (el tercer any de l'era Genko/el segon any de l' era Shokei), va acompanyar Haruhisa a Kyoto i va ser reintegrat al seu càrrec.
L'any 1333, va ser nomenat membre del sistema de quatre nivells de tribunals per resoldre casos diversos (cossos litigiosos). El 18 de maig de 1334, va ser nomenat cap de la tercera de les quatre oficines de recompensa (responsable de les carreteres Kinai, San'yo i San'in), i la seva influència en el govern de Kenmu es va fer més forta (Kenmu-ki). Quan l'Oficina de Decisió de Demandes Diverses es va ampliar a vuit oficines l'agost del mateix any, també va ser seleccionat com a membre de l'oficina (Kenmu-ki.)
Tanmateix, el 5 d'octubre del mateix any, esdevé monjo (Kugyo Bonin). Els documents històrics simplement afirmen que "de sobte es va convertir en monjo" (Sonpi Bunmyaku), però el motiu és completament desconegut. Durant aquest període, exemples de persones que desitjaven convertir-se en monjo en el cim de les seves vides inclouen Ashikaga Takauji. Es desconeix el seu parador després d'això, però es diu que va viure al temple Shokoku-ji (Sonpi Bunmyaku), i hi ha altres llegendes sobre ell escampades pel país (vegeu més avall).
Del diari "Fujifusa Kyoki", només ha sobreviscut un fragment del 26 d'abril de 1326 (el tercer any de l'era Shochu), titulat "Kaeri Gannen Kaigen-ki", i s'inclou una transcripció a "Rekidai Zanketsu Nikki 55".

## Llegendes i creacions
Crítica al govern de Kenmu

En el conte militar de gran difusió "Taiheiki", Fujifusa és retratat com un crític del govern de Kenmu, i això sovint es fa públic com si fos un fet històric.
Segons l'edició popular, Volum 12, "Regarding the Unification of Court Nobles and Politics", durant l'administració de Kenmu, va ser nomenat ministre sènior de l'Oficina de Recompenses el 3 d'agost de 1333, per succeir a Toin Saneyo, que havia estat nomenat com a Oficina de Recompenses Inicial entre aquells que ho fossin i no fossin lleials i no. ow recompenses” i per tractar l'assumpte de manera justa, va trobar que moltes persones obtenien recompenses il·legalment a través d'audiències privades, per la qual cosa va declinar el càrrec, al·legant que estava malalt.
D'altra banda, a l'edició popular, Volum 13, "The Story of the Presentation of Ryoma", és retratat com un home de voluntat que va poder parlar amb franquesa a l'emperador Godaigo, Quan un veloz cavall li va ser presentat per Shioya Takasada de la província d'Izumo, mentre que Toin Kinfus el va considerar un bon presagi i també el va criticar, no com un bon presagi al govern de Fuji, motius:
- Els que tenen el poder haurien d'escoltar les queixes i oferir consells, però no ho fan.
- Els samurais que es van unir a l'exèrcit governamental amb l'esperança de rebre recompenses encara no les han rebut.
- Per finançar la construcció del Palau Imperial, un impost vint-i-desè va ser imposat als administradors de terres de cada província.
- L'autoritat del shugo a diverses províncies estava disminuint, i els kokushi i els funcionaris del govern local estaven exercint el poder.
- L'abolició del títol de Gokenin, una tradició que existia des de Minamoto no Yoritomo.
- Entre els generals que s'havien distingit en enderrocar el shogunat, Akamatsu Enshin va ser l'únic que va rebre una recompensa injustament petita.

A la versió popular, Volum 13, "La història de la reclusió de Lord Fujifusa", Fujifusa estava preocupat per l'aparició d'un líder samurai i va intentar repetidament aconsellar a l'emperador, però l'emperador no va escoltar l'11 de març, l'any després del tercer any de l'època de Genkō (1314, ell va acompanyar l'emperador i el seu emperador el 31 de març), es va convertir en monjo sota el nom de Fujibo a Iwakura. L'emperador va ordenar precipitadament a Nobufusa que recordés Fujifusa, però ell ja havia desaparegut, així que la reunió no va tenir lloc mai.
No només els anteriors no es troben en documents històrics, sinó que també hi ha contradiccions amb fets històrics.
- Atès que les recompenses es van distribuir el 19 de juliol de 1333 (el tercer any de l'era Genkō), es creu que l'oficina de recompenses es va establir ja al juliol, en lloc del 3 d'agost.[8]
- Es diu que un exemple de recompenses injustes és quan el fill de l'emperador Godaigo, el príncep Morinaga, va monopolitzar la terra d'Hojo Yasuie. En realitat, però, Iwamatsu Tsuneie també va rebre una part de la terra de Yasuie com a recompensa ("Shuko Monjo").[9]
- Es diu que va renunciar a l'Onpokata l'any 1333, però de fet el seu nom va figurar a la llista d'Onpokata l'any següent.
- De fet, es va convertir en monjo el 5 d'octubre de 1334 (el primer any de l'era Kenmu), una diferència de més de sis mesos.

Llegenda després de fer-se monjo

Com que va ser un dels nobles de la cort més destacats elogiats al " Taiheiki ", més tard van sorgir diverses llegendes sobre les seves accions després de convertir-se en monjo, però cap d'elles és digne de credibilitat.
Segons la teoria del "Myoshin Zenji-ki", primer va estudiar Zen amb Shuho Myocho del temple Daitoku-ji, després va estudiar amb Sekizan Egen, el fundador del temple Myoshin-ji, i va ser la mateixa persona que Juo Sosuke, que es va convertir en el segon abat del temple.
- Segons el Yoshino Shui, va viure en reclusió en una cabana al mont Takanosu a Echizen (a la ciutat de Fukui), però va rebutjar el contacte amb el món secular i va desaparèixer de nou, i finalment va anar a Tsukushi.
- Segons el "Tensho Hon Taiheiki", es va convertir en un sant errant, va viatjar pel país sota el nom de Kanzanshi (o Kanzannoshu) i després va morir en un naufragi provocat per forts vents i onades en el seu camí cap a Tosa.
- Aquesta teoria es basa en els escrits de Kihachiro Wada, com "Tounichiryugai Sangunshi", que diuen que va baixar a Tsugaru confiant en el clan Ando, i va fer que el seu fill Kagefusa construís el castell d'Iizume (castell de Takadate) amb l'objectiu de restaurar la Cort del Sud, i així es va convertir en l'avantpassat del clan Asahi.
- Segons la teoria de Shochi Ringo (Sugae Masumi), és la mateixa persona que Muroto Yoshio, que va estudiar amb Gekkei Ryoin i es va convertir en el segon abat del temple del bodhisattva Dewa. Tanmateix, Masumi més tard va negar aquesta teoria.
- Segons la història tradicional del santuari Miho a Shibahama, Edo, un vell es va arrossegar a la terra durant el regnat de l'emperador Go-Murakami, i "els vilatans no tenien mestre ni metge, i eren senzills i poc respectuosos, però el vell sentia compassió per ells i els ensenyava les virtuts de la lleialtat, la pietat filial i la justícia". Es diu que va ser Fujiwara no Fujifusa.
- A més, hi ha una teoria al "Taiheiki Hyoban Shiyo Rijin Mugyokusho" que va morir al temple Kitanoin del mont Koya, on el seu cosí va servir com a cap de sacerdot, i una altra teoria al "Zoku Honcho Tsukan" que va anar a Yuan.
- A Kagamino-cho, a la prefectura d'Okayama (antiga província de Mimasaka), hi ha un túmul i un monument que es diu que és la tomba de Fujiwara no Fujifusa-kyo (Manri-koji Fujifusa), que es diu que hi va morir mentre visitava Konoe Tsunetada, que es trobava a la mateixa zona. No obstant això, no hi ha proves històriques que recolzin la idea que Konoe Tsunetada va anar mai a la zona. Per a més informació, consulteu l'entrada de Konoe Tsunetada.

Altres creacions

- A la primavera, quan tenia deu anys, va compondre un poema (un quartet de set caràcters) per celebrar l'inici de l'any nou i el va presentar a l'emperador (possiblement a l'emperador Go-Nijo), que estava tan inspirat que se li va ordenar que estudiés dur ("Chinzuka Monogatari", volum 6, "La història del conseller mitjà de Fujiem").
- Durant tres anys, estava enamorat de la dama de companyia de l'emperadriu Saionji Yoshiko, Saemon no Satsubone (segons una teoria, la filla de Heisei no Suke), i van fer una promesa d'una nit la vigília de l'incident de Kasagi. Va intentar retrobar-se amb ella abans de marxar de la capital, però no va poder fer-ho Preocupat pels temps caòtics que li esperaven, va deixar enrere un floc de cabell com a record i una cançó de comiat. En veure això, la Tsubone va tenir el cor trencat tant que es va llançar al riu Oi a Arashiyama (Taiheiki, volum 4, "El cas de Fujifusakyo, el presoner de Kasagi condemnat a mort i exiliat").
- Durant la Rebel·lió de Genkō, a la Residència Imperial de Kasagiyama, quan l'Emperador va convocar a Kusunoki Masashige després de rebre una revelació en un somni, un enviat imperial va ser enviat en nom seu (Taiheiki, Volum 3, "El somni de l'emperador i el missatge de Kusunoki" però, en la vida real, Masashi havia donat suport a aquesta creació); per fer la història més dramàtica.
- El 21 de setembre de 1334, durant la visita imperial al santuari d'Iwashimizu Hachiman, Fujifusa, que ja havia decidit renunciar a la seva posició oficial, va acompanyar els seus assistents amb un vestit cridaner (Taiheiki, volum 13, "La dimissió de Fujifusa").

## Partitura abreujada
- Data = calendari lunar

Eijin 4t any

| Calendari japonès                                     | Any  | Data (Calendari lunar) | Afers |
| ----------------------------------------------------- | ---- | --- | --- |
| 1296                                                  |      | Naixement. | |
| Bunpo2 anys                                           | 1318 | 29 de febrer | Nomenat com a Kurando. En aquell moment era el Cap de Fusteria i Baix Sènior Fifth Rank.                                                 |
| Bunpo2 anys                                           | 1318 | 6 d'octubre Va ser nomenat Benkan Júnior Dret i va ser nomenat Fuster en Cap del Departament d'Història Natural. Va ser nomenat sacerdot en cap del temple Kangakuin. | |
| Primer any de l'era Gen'o                             | 1319 | 9 de març | Transferit al càrrec d'Advocat Júnior Esquerra.                                                                                          |
| Primer any de l'era Gen'o                             | 1319 | 7 d'abril | Nomenat a Patrocinador de l'Oficina de registres.                                                                                        |
| Primer any de l'era Gen'o                             | 1319 | 5 de juliol de salt | Ascendit a Shogoijo. |
| Primer any de l'era Gen'o                             | 1319 | 7 d'agost | També ocupa el càrrec de ChuguishikiChugu Daishin.                                                                                       |
| Primer any de l'era Gen'o                             | 1319 | 16 d'agost | Ascens a Junior Quartth Rank inferior.                                                                                                   |
| Gen'o 2                                               | 1320 | 24 de març | Va ser traslladat al càrrec d'advocat central d'esquerra i també va exercir com a cap del palau central.                                 |
| Gen'o 2                                               | 1320 | 12 d'abril | També serveix com a Enviat del Palau Esquerre.                                                                                           |
| Gen'o 2                                               | 1320 | 21 de maig | Va ser nomenat Koudou (cap de l'oficina central) i Shozokushi (oficial de vestuari).                                                     |
| Gen'o 2                                               | 1320 | 17 de juliol | Ascendit a Júnior quart rang superior.                                                                                                   |
| Primer any de l'era Genkyo                            | 1321 | 13 de gener També va exercir com a governador de la província d'Awa.                                                                                                  | |
| Primer any de l'era Genkyo                            | 1321 | 11 de març | Promocionat a Shoshii inferior. |
| Primer any de l'era Genkyo                            | 1321 | 6 d'abril | Va ser traslladat al càrrec de ministre de Dret, Awa no Suke Nyogen.                                                                     |
| Primer any de l'era Genkyo                            | 1321 | 6 de juny | Ascens a Shoshiinojo. |
| Genkyo 2                                              | 1322 | 9 de gener | Nomenat donant a l'Oficina d'Arxius. |
| Genkyo 2                                              | 1322 | 26 de gener | També va servir com a Gobernador de la Província de Sagami.                                                                              |
| Genkyo 3r any                                         | 1323 | 13 de gener | Nomenat com a cap Kurodo. Va sortir de la barra dreta.                                                                                   |
| Shochu (nom de l'època), Primer any                   | 1324 | 27 d'abril | Va tornar al seu càrrec d'examinador en cap dret. Va ser nomenat conseller i es va convertir en el governador de la província de Sagami. |
| Shochu (nom de l'època), Primer any                   | 1324 | 4 de maig | Nomenat donant a l'Oficina d'Arxius. |
| Shochu (nom de l'època), Primer any                   | 1324 | 26 de maig | També serveix com a Inspector en cap de la construcció del temple de Todaiji i, Director en cap de la construcció del temple de Todaiji. |
| Shochu (nom de l'època), Primer any                   | 1324 | 29 d'octubre | Trasllat al Left Daibei Bar. |
| Primer any de l'era Kareki                            | 1326 | 5 de gener | Ascens a Tercer Grau Júnior. |
| Primer any de l'era Kareki                            | 1326 | 19 de febrer | Gon Chuunagon. |
| Kareki 2n any                                         | 1327 | 16 de juliol | Va ocupar els càrrecs de Hyoefu, Comandant de la Guàrdia Esquerra, Kebiishi i Betto simultàniament.                                      |
| Kareki 2n any                                         | 1327 | 10 de novembre Va ser traslladat al càrrec d'Uemon no Kami (comandant del govern d'Uemon).                                                                            | |
| Kareki 3r any                                         | 1328 | 7 de gener | Promogut a Shosanmi. |
| Primer any de Gentoku                                 | 1329 | 26 de setembre | Ascens a Segon rang júnior. |
| Gentoku 2n any                                        | 1330 | 22 de maig | El cap de Kebiishi va ser suspès del seu càrrec.                                                                                         |
| Gentoku 2n any                                        | 1330 | 17 de juliol | Uemon no Kami és suspès de la seva posició.                                                                                              |
| Primer any de l'era Genkō/tercer any de l'era Gentoku | 1331 | 1 de febrer | Transferit a Chuunagon. |
| Primer any de l'era Genkō/tercer any de l'era Gentoku | 1331 | 7 d'agost | Promos a Shonii. |
| Primer any de l'era Genkō/tercer any de l'era Gentoku | 1331 | 24 d'agost | Va acompanyar l'emperador Godaigo en la seva visita al mont Kasagi (prefectura de Kyoto).                                                |
| Primer any de l'era Genkō/tercer any de l'era Gentoku | 1331 | 29 de setembre | Va ser capturat per les forces del Shogunat Kamakura a la Província de Yamashiro, Mont Ariōzan.                                          |
| Genkō 2/Shokei 1                                      | 1332 | maig | Exiliat a la província d'Hitachi. |
| Genkō 3r any/Shokei 2n any                            | 1333 | 17 de maig | Després del destronament de l'emperador Kogon, va reprendre la seva posició original.                                                    |
| Genkō 3r any/Shokei 2n any                            | 1333 | 8 de novembre | Va ser Uemon no Kami i Kebiishi betto (cap dels Kebiishi).                                                                               |
| [[Kenmu (Japó)\| Any 1                                | 1334 | 5 d'octubre | Es va fer monjo. En aquell moment tenia 39 anys.                                                                                         |
| [[Tenju (Japó)\|6è any/Kōryaku 2n any                 | 1380 | 28 de març | Juo Sosuke, Mort de mort (per a referència).                                                                                             |

## Genealogia
- Pare: Nobufusa Manri-koji (1258-1348)
- Mare: Desconeguda
- Esposa: Desconeguda
  - Fill adoptat
- Home: Manri-koji Nakafusa (1322-1388) - Fill de Manri-koji Suefusa

## Títols relacionats
- Taiheiki (1991, drama de la NHK Taiga) - interpretat per Baku Owada